# 干丹斯登县
干丹斯登县,一译干丹斯栋县、干拉斯登县，是柬埔寨干丹省下辖的一个县。
据1998年人口普查，此县共有76,549人。